# Марсел Бројер
Марсел Лајош Бројер (мађ. Breuer Lajos Marcell; Печуј, 21. мај 1902 — Њујорк, 1. јул 1981) био је архитекта и дизајнер намештаја. Спадао је међу значајне модернисте, стварао је најме стандардне и једноставне форме. Имао је јеврејско порекло и родио се у Мађарској, студирао је и радио дуже време у Немачкој а касније све до краја свог живота у САД.

## Живот и дело
За своје колеге био је познат по надимку „Лајко“. Током 20-их године 20. века студирао је на познатој школи Баухаус. Школа је имала програм који је представљао знања из области уметности, заната и технологија. Бројер је добио позицију водећег у столарској радионици. Стварао је у Берлину и пројектовао је комерцијалне просторе. После доласка нациста одселио се у Швајцарску а затим у Лондон. После је предавао на харвардском универзитету и ту сарађује са својим колегом из Баухауса Валтером Гропијусом, који је такође овде предавао, на дизајну неколико кућа у Бостону. Године 1946. одлази из Харварда и оснива канцеларију у Њујорку. Године 1953. је победио на конкурсу за зграду УНЕСКО у Паризу. Његов стил од тада тежи ка драматизацији облика и извесном еклектизму.
Био је пионир на производњи намештаја од челичних цеви, а експериментисао је и са дрветом, шперплочом и алуминијумом. Његово свакако најпознатије дело је „Василијева столица“ (1925/1926).

## Галерија
- „Василијева столица-Столица коју је дизајнирао Марсел Бројер као студент у Баухаусу, тзв. „Василијева столица“. Столица се толико свидела проф. Василију Кандинском да ју је дао направити за све ученике
- Абеи црква у Минесоти
- Атланта- центрајна библиотека

## Препоручена литература
- -{Arnt Cobbers: Marcel Breuer. 2009. ISBN 978-3-8228-4884-5.. Taschen, Köln.
- Joachim Driller: Marcel Breuer. Die Wohnhäuser 1923-1973. Stuttgart. 1998. ISBN 978-3-421-03141-9.. Deutsche Verlags-Anstalt.
- Magdalena Droste, Manfred Ludewig: „Marcel Breuer Design”. 1992. ISBN 978-3-8228-5779-3. Недостаје или је празан параметар |title= (помоћ). In deutscher, englischer und französischer Sprache. Taschen, Köln.
- Peter Fierz, Manuela Perz: Being Marcel Breuer - Seine Wohnhäuser. 2007. ISBN 978-3-9805818-6-8.. Universität Institut für Baugestaltung, Karlsruhe.
- Robert F. Gatje: Marcel Breuer - A Memoir. New York. 2000. ISBN 978-1-58093-029-1.. Monacelli.
- Tician Papachristou: Neue Bauten und Projekte. 1970. ISBN 978-3-7757-0005-4.. Hatje Cantz, Ostfildern 1994.
- Alexander von Vegesack, Mathias Remmele: Marcel Breuer. Design und Architektur - Design and Architecture. 2003. ISBN 978-3-931936-46-4.. Vitra Design Museum, Weil am Rhein. }-